# برنارد كوليلاس
برنارد كوليلاس (12 يونيو 1933 - 13 نوفمبر 2009) سياسي من الكونغو ورئيس الحركة الكونغولية من أجل الديمقراطية والتنمية المتكاملة. كان كوليلاس معارضًا منذ فترة طويلة لحكم الحزب الواحد لحزب العمال الكونغولي، وبعد إدخال سياسة التعددية الحزبية في أوائل التسعينيات، كان أحد أهم القادة السياسيين في الكونغو برازافيل. احتل المركز الثاني في الانتخابات الرئاسية في أغسطس 1992 بعد باسكال ليسوبا. بعد ذلك كان رئيسًا لبلدية برازافيل العاصمة، خلال منتصف التسعينيات، وشغل لفترة وجيزة منصب رئيس وزراء الكونغو برازافيل خلال الحرب الأهلية عام 1997. بعد أن انتصرت قوات المتمردين في الحرب الأهلية، عاش في المنفى لمدة ثماني سنوات حتى أتاح عفو له العودة، ثم انتخب عضوا في مجلس النواب عام 2007. ابنه هو السياسي غي بريس بيرفكت كوليلاس.